# Acer nipponicum
Acer nipponicum är en kinesträdsväxtart som beskrevs av Kanesuke Hara. Acer nipponicum ingår i släktet lönnar, och familjen kinesträdsväxter. Inga underarter finns listade i Catalogue of Life.